# Ostrze tylcowe
Ostrza tylcowe – wióry bądź odłupki wiórowe zatępione na jednej krawędzi nachylonej w stosunku do osi półsurowiaka, zbiegającej się w ostry wierzchołek. Typ kamiennego grota charakterystyczny m.in. dla kultur wschodniograwieckich z Europy Środkowej i Wschodniej z okresu górnego paleolitu.